# Liste der Monuments historiques in Passy-Grigny
Die Liste der Monuments historiques in Passy-Grigny führt die Monuments historiques in der französischen Gemeinde Passy-Grigny auf.

## Liste der Immobilien
| Bezeichnung                 | Beschreibung           | Standort                      | Kennzeichnung | Schutzstatus | Datum | Bild           |
| --------------------------- | ---------------------- | ----------------------------- | ------------- | ------------ | ----- | -------------- |
| Kirche St-Pierre-et-St-Paul | ab dem 12. Jahrhundert | Passy, rue de l’Église (Lage) | PA00078760    | Classé       | 1922  | weitere Bilder |

## Liste der Objekte
| Bezeichnung                               | Beschreibung                          | Standort                                         | Kennzeichnung | Schutzstatus    | Datum  | Bild |
| ----------------------------------------- | ------------------------------------- | ------------------------------------------------ | ------------- | --------------- | ------ | ---- |
| Skulptur eines Engels mit der Geißelsäule | Holz, 16. Jahrhundert                 | Passy, in der Kirche St-Pierre-et-St-Paul (Lage) | PM51000628    | Classé          | 1908   |      |
| Skulptur eines Mönchs mit einem Buch      | Holz, farbig gefasst, 16. Jahrhundert | Passy, in der Kirche St-Pierre-et-St-Paul (Lage) | PM51003697    | Inscrit         | 2017   |      |
| Relief Leben Christi                      | Holz, farbig gefasst, 17. Jahrhundert | Passy, in der Kirche St-Pierre-et-St-Paul (Lage) | PM51000627    | Classé          | 1908   |      |
| Osterleuchter                             | Holz, Anfang des 18. Jahrhunderts     | Passy, in der Kirche St-Pierre-et-St-Paul (Lage) | PM51000630    | Classé          | 1957   |      |
| Zelebrantenstuhl                          | Holz, um 1850                         | Passy, in der Kirche St-Pierre-et-St-Paul (Lage) | PM51000629    | Classé          | 1952   |      |
| Grabstein der Familie Chartogne           | Stein, bezeichnet 1604                | Passy, in der Kirche St-Pierre-et-St-Paul (Lage) | PM51001535    | Classé gelöscht | ? 1959 |      |
| Skulptur Heiliger Sebastian (1)           | Holz, farbig gefasst, 16. Jahrhundert | Passy, in der Kirche St-Pierre-et-St-Paul (Lage) | PM51003696    | Inscrit         | 2017   |      |
| Skulptur Heiliger Sebastian (2)           | Holz, 16. Jahrhundert                 | Passy, in der Kirche St-Pierre-et-St-Paul (Lage) | PM51003695    | Inscrit         | 2017   |      |